# Onoseris onoseroides
Onoseris onoseroides là một loài thực vật có hoa trong họ Cúc. Loài này được (Kunth) B.L.Rob. mô tả khoa học đầu tiên năm 1913.